# 명달로
명달로(明達路)는 남부순환로 래미안아트힐 교차로에서 서초대로 및 동광로와 만나는 사거리 (명칭 제정 예정)를 잇는 도로이다.